# Schimmelbuschhaus

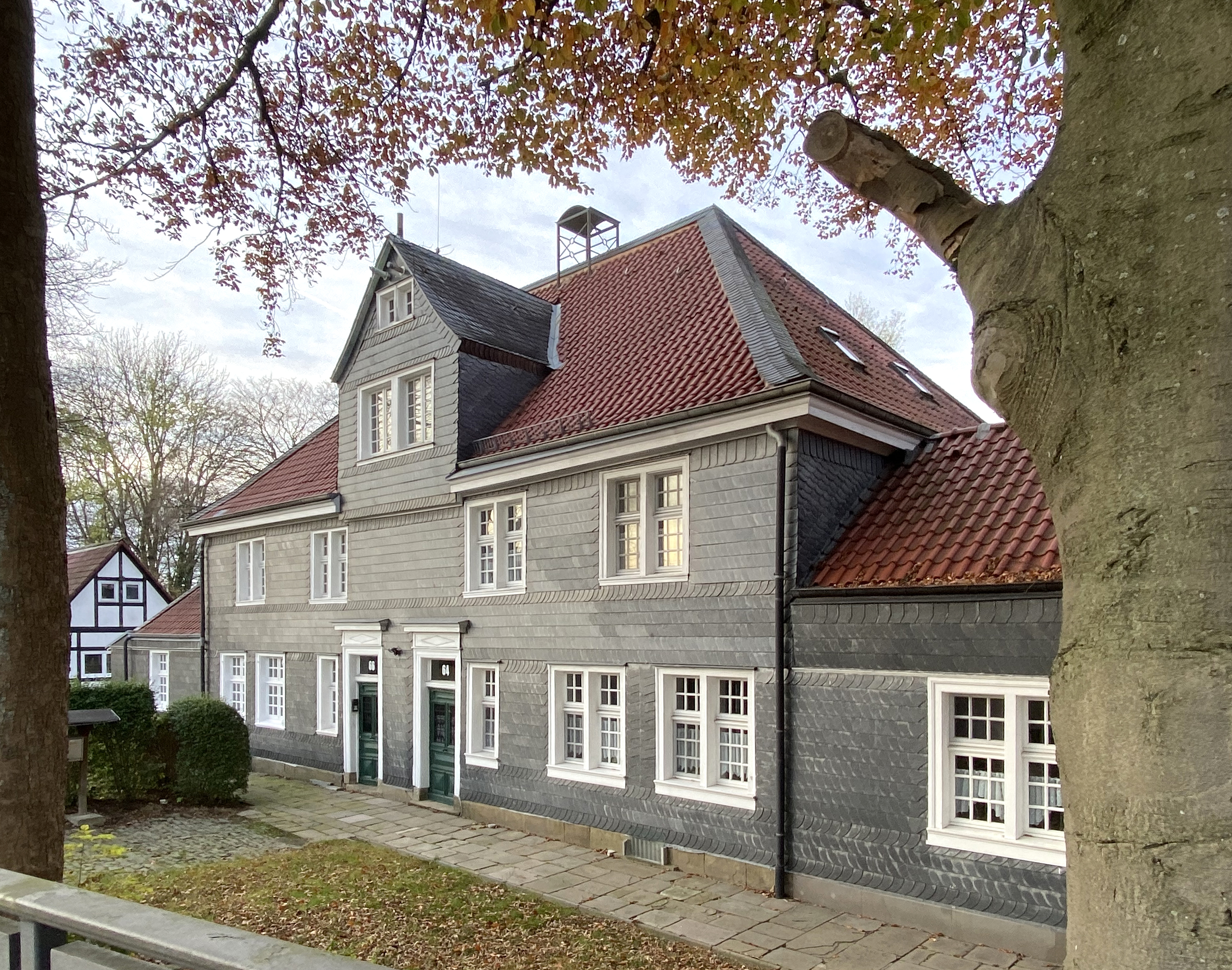
Schimmelbuschhaus von Osten

Das Schimmelbuschhaus ist ein historisches Schieferhaus in der bergischen Großstadt Solingen. Das 1739 errichtete Gebäude zählt zu den bedeutendsten Denkmälern für die Wirtschafts- und Sozialgeschichte in Solingen.

## Lage
Das Gebäude befindet sich im Solinger Stadtbezirk Mitte an der Mangenberger Straße 64–66 im dortigen Ortsteil Mangenberg. Es liegt aus der Bauflucht zurückgenommen am Südwestrand eines Gewerbegebiets mit großem Obi-Baumarkt unmittelbar östlich der Zufahrt Mangenberg zur Landesstraße 141n, der Viehbachtalstraße.

## Geschichte und Architektur

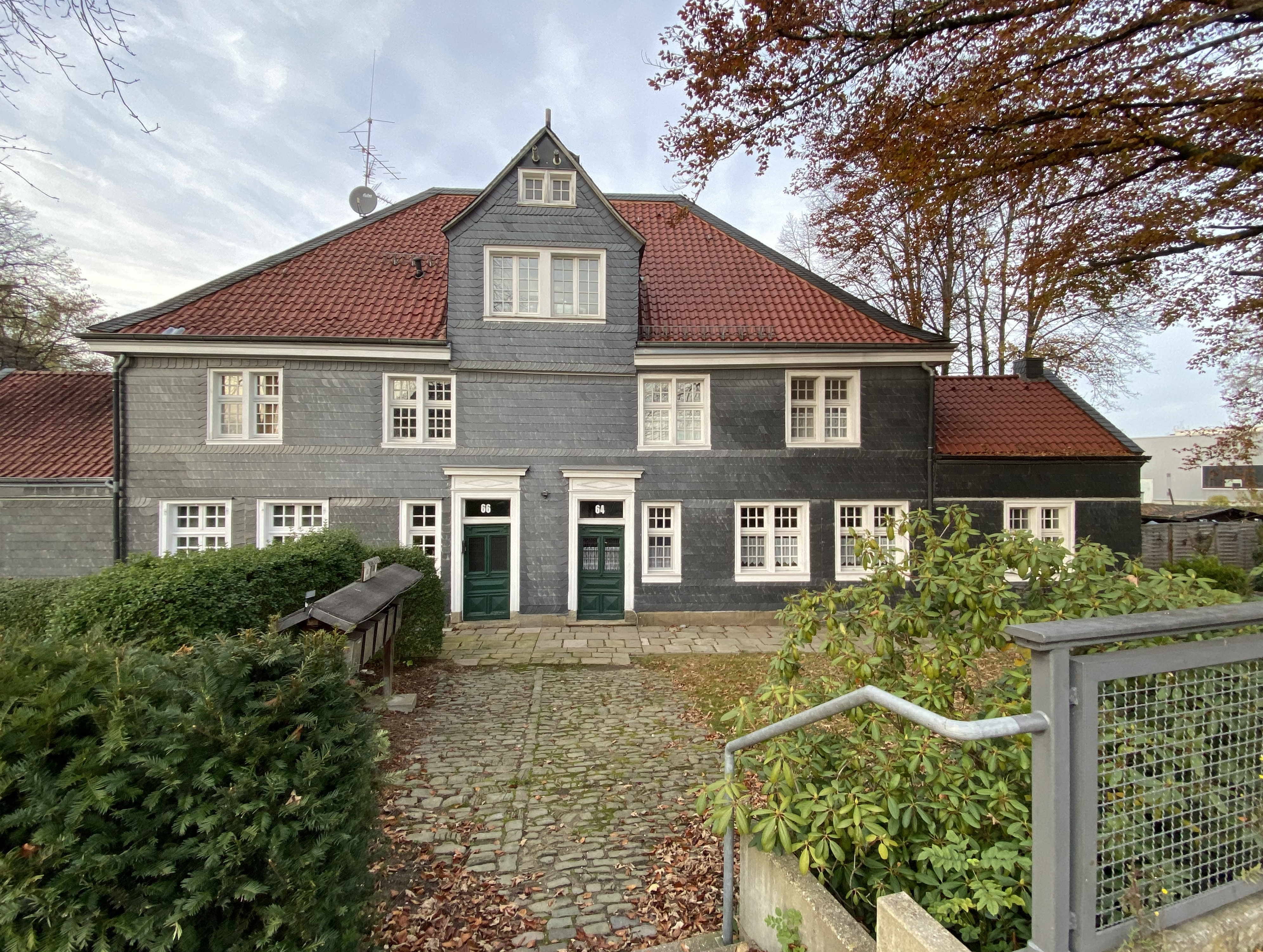
Schimmelbuschhaus, Frontalansicht

Der bedeutendste Bauernhof am Mangenberg gehörte dem Klingenkaufmann Johann Henckels zu Gönrath. Zum Hof gehörte ein im Jahre 1739 im damaligen Untenmangenberg errichtetes Wohnhaus mit Ländereien. Es handelt sich um ein zweigeschossiges, verschiefertes Doppelhaus mit Zwerchhaus und Walmdach, ergänzt um eingeschossige Wohnanbauten zu beiden Seiten.:1106
Dieses Haus erwarb 1772 der Kaufmann Johannes Schimmelbusch und machte es zu seinem Wohn- und Geschäftssitz. Dieser war bereits früh zu Reichtum gelangt, als er im 18. Jahrhundert unter anderem mit Solinger Stahlwaren handelte und diese nach Süd- und Mittelamerika exportierte. Im Gegenzug erhielt er Rohrzucker, den er auf dem heimischen Markt verkaufte. Der aus dieser Familie stammende Unternehmer Carl Wilhelm Joest (1786–1848) gründete 1831 in Köln die Zuckerraffinerie Schimmelbusch & Joest, aus dem sich das heutige Unternehmen Pfeifer & Langen entwickelte.
Das Haus blieb bis 1857 im Besitz der Familie Schimmelbusch. Das Haus und die zugehörigen Ländereien am Mangenberg gingen in unterschiedliche Hände und wechselte mehrfach den Besitzer. Die Luftangriffe auf Solingen während des Zweiten Weltkriegs überstand das Haus, verfiel dann allerdings in der Nachkriegszeit. Am 18. September 1984 wurde es als eines der ersten Objekte in Solingen als Baudenkmal unter der laufenden Nummer 21 in die Solinger Denkmalliste eingetragen. Weil sie das Gebäude in den 1980er Jahren umfassend sanierten, erhielten die neuen Eigentümer den Denkmalschutzpreis 1991 des Bergischen Geschichtsvereins, Abteilung Solingen e. V.